# 張沢相
張 沢相（チャン・テクサン、1893年10月22日 - 1969年8月1日）は、大韓民国の政治家、独立運動家。字は致雨（チウ、치우）。号は滄浪（チャンナン、창랑）。
朝鮮時代の学者の張顕光の直系の子孫である。朝鮮末期の慶尚道観察使の張承遠は父、教育者・歴史学者の張炳恵は娘。元奎章閣直閣の張吉相、元善山郡郡守の張稷相は兄。

## 経歴
慶尚北道漆谷郡北三面呉太洞（現・亀尾市呉太洞）に生まれる。本貫は仁同張氏。15歳で日本へ渡り、1909年に早稲田大学へ入学したが、同年10月に起きた安重根による伊藤博文暗殺事件を受けて、翌1910年に中国・上海へ亡命し、独立運動に身を投じることとなる。
その後は、ロシアなどで亡命生活を送り、1919年にはドイツ経由でイギリスへ渡り、エディンバラ大学に入学するも、ここも中退した。
25歳でアメリカへ渡り、李承晩や趙炳玉などと交流を持つようになる。29歳で再度渡英し、帰国した後には青丘倶楽部事件で逮捕されたこともある。以降は、日本の敗戦まで郷里で隠居生活を送ることとなる。

### 政治活動

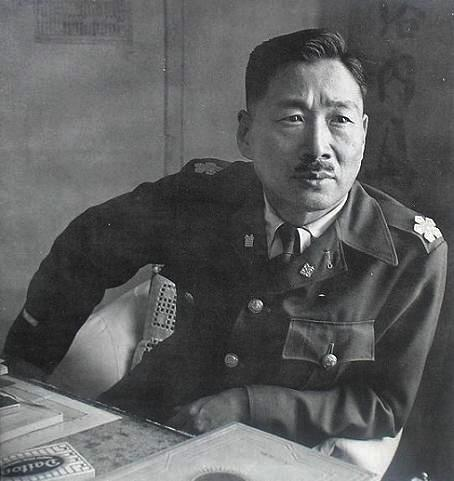
首都警察庁長時代

1945年の光復に伴う形でソウルへ渡り、韓国民主党の結党に参加した。イギリスへの留学経験があることと英語に堪能なことを買われた張は、軍政庁側から首都警察庁の庁長に推薦され、同年10月から1948年まで同職を務めることとなる。在任中は左翼の摘発・弾圧に力をふるい、顔はネロ、ふるまいはゲーリングとまで言われた。
1948年に、米軍政庁のジョン・リード・ホッジから、国務省が大統領に金奎植を推しているので、対立候補である李承晩とは手を切るように圧力をかけられて以来は、軍政庁側とは距離を置くようになった。同年8月13日の大韓民国政府樹立に伴い、初代外務部長官に就任した。当初は、李承晩から駐華大使になるよう打診されたが、これを拒否し、同年11月には駐英大使になるよう打診された際には、これに抗議して辞表を提出し、12月24日に正式に辞任した。その一方で、兄の張稷相は1949年に行われた反民特委による、裁判の法廷に立たされている。
1950年5月30日に行われた第2代総選挙に慶尚北道漆谷郡選挙区から無所属で出馬、当選し、以降も3選を果たすこととなる。6月19日に開会した国会において、張は曺奉岩や金東成らとともに共同副議長に選出される。同年には弾劾裁判所議長にも引き続き選出され、国際連合総会に韓国代表として参加した。

### 朝鮮戦争
2年後の1952年5月6日には、第3代国務総理に選出され、同年7月4日の直接選挙制と国会の二院制導入を主な内容とする憲法改正案（通称・抜粋改憲案）の可決にも、一役買うこととなった。だが、憲法改正の際に警察を深く介入（釜山政治波動）させたとして、このことを李範奭から告訴されると、9月30日に辞表を提出、10月15日に正式に辞任した。
1952年には大韓サッカー協会会長に選出され、1954年まで務めることとなる。
1956年には院内国民主権擁護闘争委員会の委員長を務めた。1958年には反共闘争委員会の委員長に就任し、日本で在日朝鮮人の帰還事業が始まると、在日同胞北送反対全国委員会に参加し、1959年3月8日には委員会の民間代表として、スイスのジュネーヴに渡った。
1961年に朴正煕が5・16軍事クーデターを起こすと、反体制運動を開始するも、1963年の第6代総選挙では落選した。その後、1964年の朴正煕による日韓会談に反対する汎国民運動である対日屈辱外交反対汎国民闘争委員会が発足すると、同委員会の委員長に就任し、1966年2月には、新韓党の顧問に就任した。
晩年は同郷の申鉉碻の後援活動に尽力した。1969年8月1日に死去し、8月7日に国民葬が執り行われた。

## 年表
- 1909年 早稲田大学へ入学。
- 1910年 中国・上海へ亡命。独立運動に身を投じる。
- 1919年 エディンバラ大学に入学。アメリカへ渡り、李承晩や趙炳玉などと交流を持つ。
- 1945年 韓国民主党の結党に参加した。首都警察庁の庁長に就任。在任中は左翼の摘発・弾圧に力をふるう。
- 1948年 大韓民国政府樹立に伴い、初代外務部長官に就任した。
- 1950年 第2代総選挙に慶尚北道から無所属で出馬、当選。以降も3選。
- 1952年 第3代国務総理に選出される。
- 1952年 大韓サッカー協会会長に選出された。
- 1956年 院内国民主権擁護闘争委員会の委員長を務めた。
- 1958年 反共闘争委員会の委員長に就任し、在日同胞北送反対全国委員会に参加した。
- 1961年 1963年の第6代総選挙では落選。
- 1964年 対日屈辱外交反対汎国民闘争委員会委員長に就任。
- 1966年 新韓党の顧問に就任した。
- 1969年 8月1日に死去。8月7日に国民葬が執り行われる。

## エピソード
1967年当時、張が所有するパテック・フィリップの時計は韓国国内で最も高価な時計であった。
2006年のドラマ『ソウル1945』には李承晩と張沢相が呂運亨暗殺の黒幕だと示唆したシーンがあるため、李と張の遺族は死者に対する名誉毀損の疑いでドラマのプロデューサーらを起訴した。しかし、2010年にソウル高等法院は無罪だと宣告した。